# 1-е Отделение Государственной Селекционной Станции
1-е Отделе́ние Госуда́рственной Селекцио́нной Ста́нции — посёлок в Тулунском районе Иркутской области России. Входит в состав Писаревского муниципального образования.

## География
Посёлок находится на расстоянии 50 км к юго-западу от города Тулун, административного центра района.

## Население
| 2002 | 2010 | 2011 | 2012 |
| ---- | ---- | ---- | ---- |
| 210  | ↗220 | ↘219 | ↘214 |

### Половой состав
По данным Всероссийской переписи, в 2010 году в посёлке проживало 220 человек (106 мужчин и 114 женщин).